# 어니스트 토런스

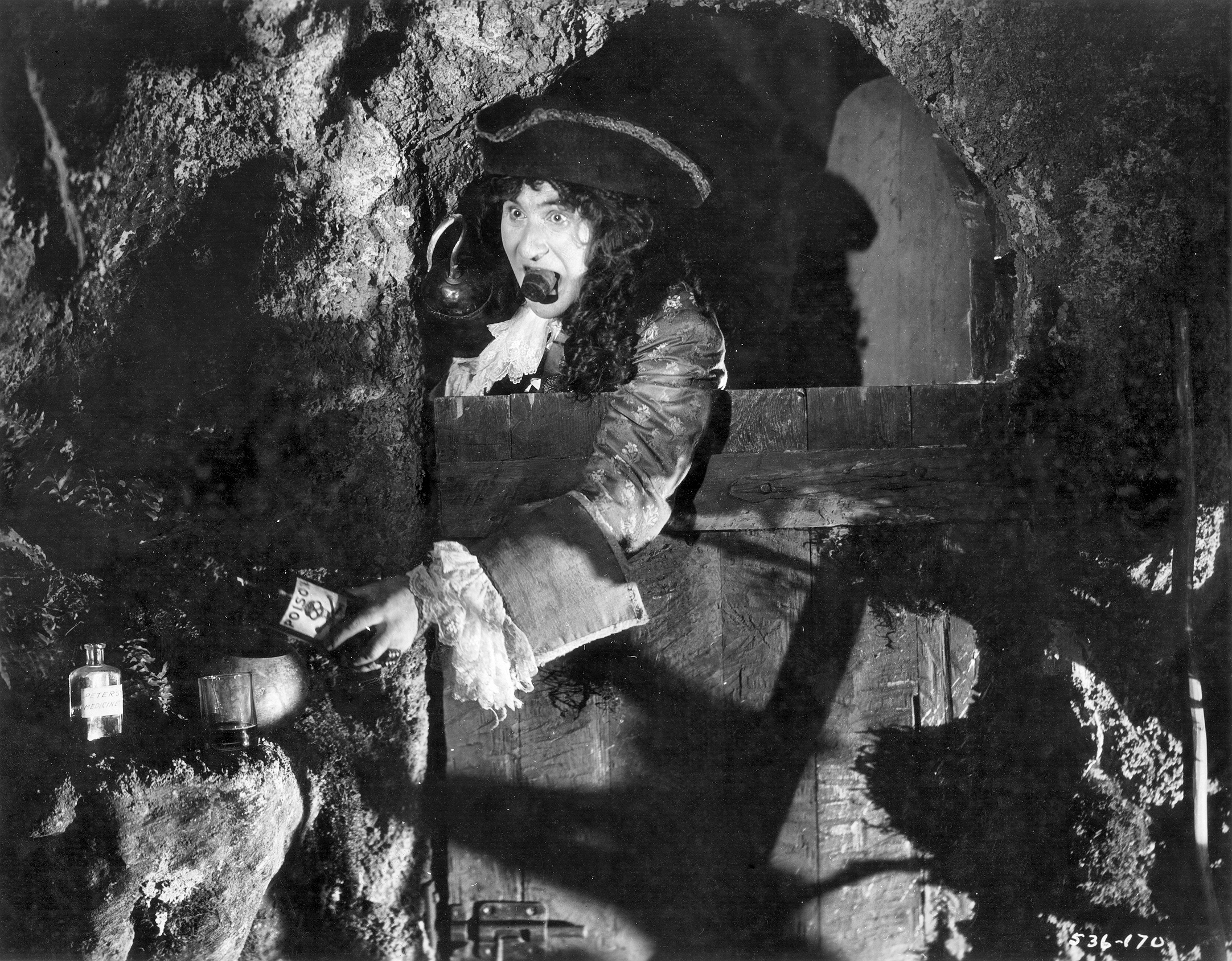

어니스트 토런스(Ernest Torrence, 1878년 6월 26일 ~ 1933년 5월 13일)는 영국의 배우이다. 오페라 가수로도 활동했다.
에든버러에서 태어났으며 뉴욕에서 사망하였다. 포리스트 론 메모리얼 파크에 매장되었다.

## 영화
- 팅글러 (1959년)
- 쿠바인의 러브송 (1931년)
- 스윗 키티 벨라스 (1930년)
- 콜 오브 더 플레쉬 (1930년)
- 언테임드 (1929년)
- 브릿지 오브 산 루이스 레이 (1929년)
- 스팀보트 빌 주니어 (1928년)
- 코사크 (1928년)
- 왕중왕 (1927년)
- 피터 팬 (1924년)
- 노틀담의 꼽추 (1923년)
- 톨라블 데이빗 (1921년)